# Georges Martin (Radsportler)
Georges Martin (* 6. November 1915 in Chamelet; †  3. Januar 2010 in Poule-les-Écharmeaux) war ein französischer Radrennfahrer.

## Sportliche Laufbahn
1939 wurde er Unabhängiger, 1946 dann Berufsfahrer im Radsportteam Peugeot-Dunlop. Er blieb bis 1950 aktiv. Sein erster bedeutender Sieg gelang ihm 1945 im Rennen Circuit du Maine-Libre. 1946 siegte er im Etappenrennen Circuit des six Provinces und im Eintagesrennen Annemasse–Bellegarde–Annemasse. 1947 gewann er eine Etappe des Critérium du Dauphiné Libéré, 1948 siegte er im Circuit de Saône-et-Loire mit einem Etappensieg.
Im Circuit des six Provinces wurde er 1947 und 1948 jeweils Zweiter. In der Trophée des Grimpeurs wurde er 1947 und 1949 ebenfalls Zweiter. 1949 belegte er im Rennen Paris–Roubaix den 4. Platz, als Serse Coppi und André Mahé gemeinsam zu Siegern erklärt wurden.
Die Tour de France bestritt er dreimal, 1948 wurde er 39., 1949 35. der Gesamtwertung, 1947 schied er aus.  